# ジャンヌ・エビュテルヌ
ジャンヌ・エビュテルヌ（Jeanne Hébuterne, 1898年4月6日 – 1920年1月25日 ）は、フランスの画家。アメデオ・モディリアーニのお気に入りのモデルであり、内縁の妻であった。

## 生涯

### 生い立ちと出逢い
セーヌ＝エ＝マルヌ県モー郡に生まれる。父アシル・カジミールは、ボン・マルシェ百貨店に勤めていた。画家を志していた兄アンドレによって、モンパルナスの芸術家村に連れて行かれ、当時は画家の卵として苦闘中の藤田嗣治のモデルになった。しかしながら彼女自身も画才を発揮し、美術界に入ることを望んだため、アカデミー・コラロッシに入塾することになった。そこで1917年の春に、当時は美術学校のモデルを務めていたウクライナ出身の女性彫刻家、ハナ・オルロフ（Chana Orlov またはハナ・オルロワ(ロシア語: Хана Орлова), 1888年～1968年）によってモディリアーニを紹介される。エビュテルヌは間もなくモディリアーニと恋に落ち、ローマ・カトリック信者の家族の反対を押し切って、ユダヤ人のモディリアーニと同居を始めた。

### モディリアーニ

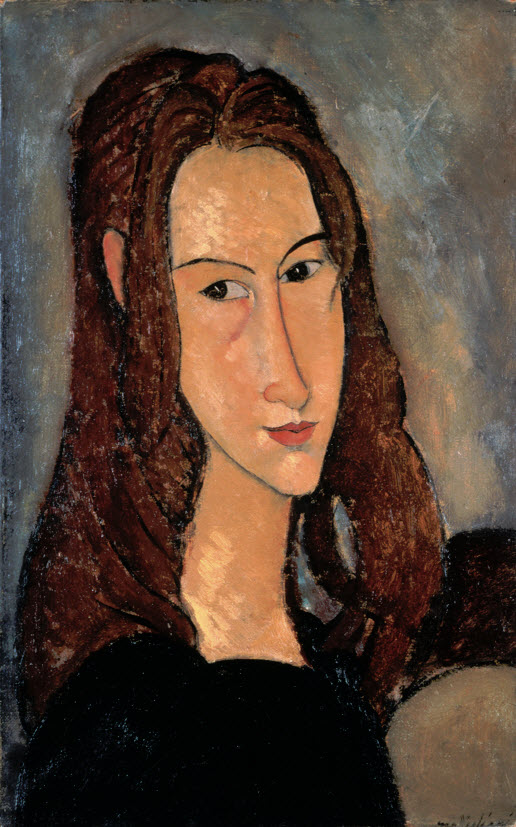
エビュテルヌの肖像（モディリアーニ）

作家のシャルル＝ザルベール・サングリア（1883年～1954年）によると、エビュテルヌは穏やかで内気で無口で繊細な女性であったので、モディリアーニの主要な画題になったという。1918年の秋に二人は、モディリアーニの画商の望みを容れて、コート・ダジュールの温暖なニースの地に移る。画商は、モディリアーニならば、避寒で同地を訪れる金持ちの芸術愛好家に自作を売って、名前を揚げることができるだろうと目論んだのだった。ニース滞在中の11月29日にエビュテルヌは娘ジャンヌを出産した。
翌春、二人はパリに戻ると、ジャンヌはまたもや妊娠していた。この頃までにモディリアーニは、結核性の髄膜炎を患い、薬物濫用によって惹起された合併症のために衰弱し切っていた。

### 死
1920年1月24日にモディリアーニが没する。エビュテルヌの家族は娘を自宅に連れ帰るが、本人は錯乱状態にあり、モディリアーニの死の翌日、お腹の子供を道連れに、集合住宅の5階の窓から身を投げた。エビュテルヌの遺族は、彼女の自殺はモディリアーニのせいだとして、エビュテルヌの亡骸をバニュー墓地に埋葬した。それからおよそ10年後、モディリアーニの弟エマニュエルの要請を受けて、エビュテルヌ一家はペール・ラシェーズ墓地のモディリアーニの傍らにジャンヌの亡骸を改葬することに同意した。墓碑銘には、「究極の自己犠牲をも辞さぬほどに献身的な伴侶であった」とある。
孤児となった長女ジャンヌ・モディリアーニ（1918年11月29日～1984年7月27日）は、フィレンツェに住む伯母（亡父アメデオの姉）マルゲリータの養女となった。両親のことは何も知らずに成長し、成人してから両親についての調査を始め、1958年に亡父について評伝を著した。

#### 日本語文献
- 『モディリアニ』矢内原伊作訳（みすず書房、新版1978年）ISBN 4622015714。上記の評伝
- 『モディリアーニの恋人』橋本治／宮下規久朗（新潮社〈とんぼの本〉、2008年）ISBN 4106021684

## 遺産
美術史家がエビュテルヌ家の相続人を説得して、ジャンヌ・エビュテルヌの遺作を公開することが許されるまで30年以上の歳月が流れた。2000年10月に、エビュテルヌの作品がヴェネツィアにおけるモディリアーニの展覧会における目玉として、ジョルジョ・チーニ財団によって展示された。2007年には、日本の各地で移動展覧会として彼女の作品が展示された。

## 主要作品一覧

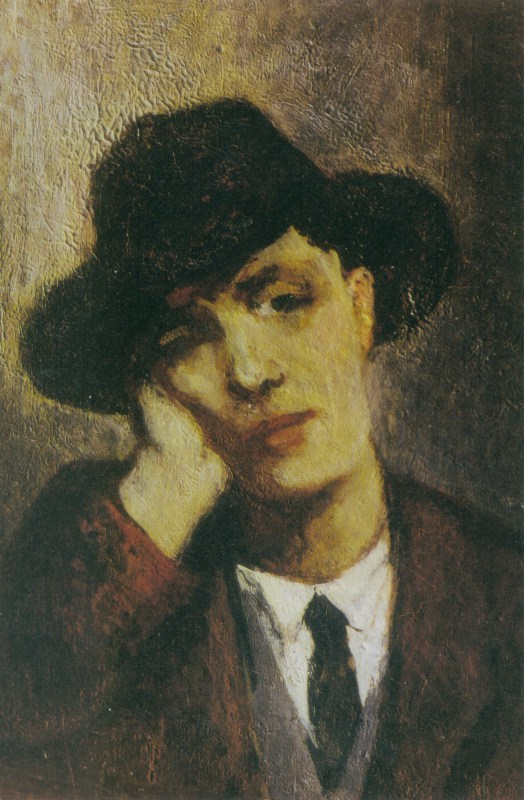
モディリアーニの肖像
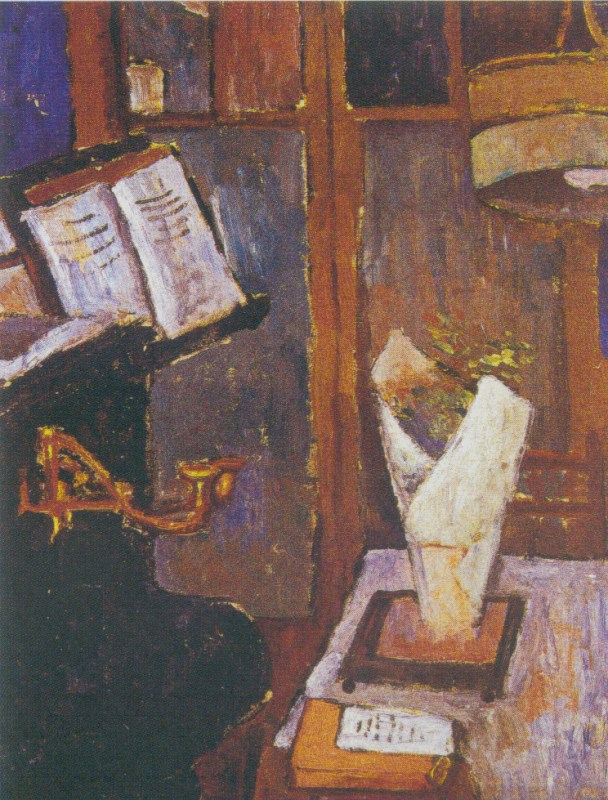
静物画
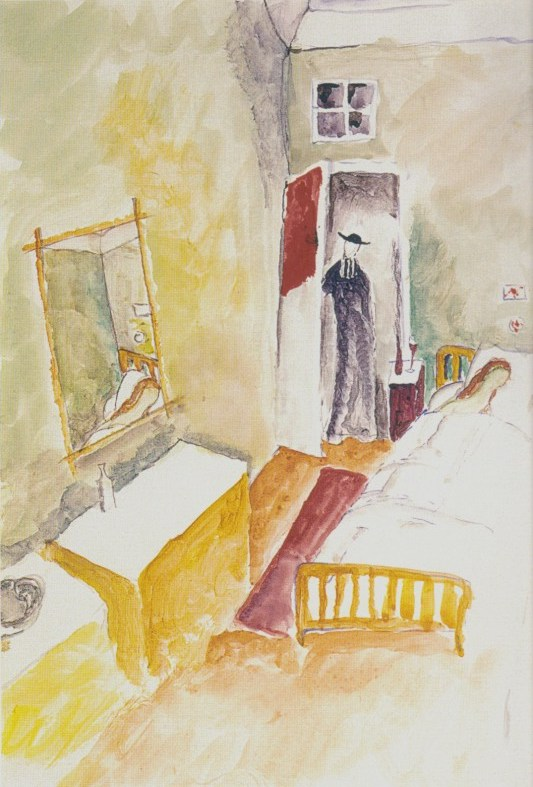
死
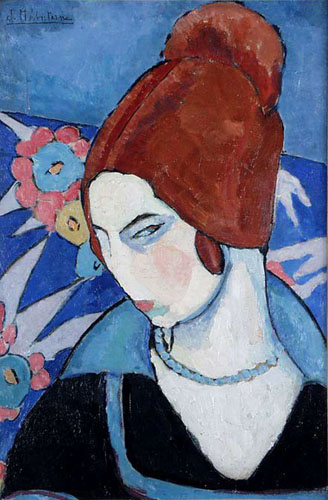
自画像